# Artur Aulich
Artur Aulich (ur. 1 czerwca 1881 w Ostrowie, zm. 29 czerwca 1962 w Gliwicach) – działacz związkowy, sekretarz Polskiego Zjednoczenia Zawodowego w Gliwicach, redaktor „Zjednoczenia”, członek Związku Polaków w Niemczech. 
Aresztowany we wrześniu 1939 i skierowany do obozu w Buchenwaldzie. 3 lutego 1947 odznaczony został Złotym Krzyżem Zasługi za zasługi położone w walce o utrzymanie polskości na ziemiach Śląska Opolskiego przed połączeniem ich z Macierzą i czynny udział w pracach Związku Polaków w Niemczech. Został pochowany na Cmentarzu Centralnym w Gliwicach.